# Người Pakistan ở Bangladesh
Người Pakistan ở Bangladesh, hay người Pakistan kẹt ở Bangladesh (tiếng Urdu: پھنسے ہوئے پاکستانی, tiếng Bengal: উদ্বাস্তু পাকিস্তানী, tiếng Anh: Stranded Pakistanis in Bangladesh) là người nhập cư Hồi giáo nói tiếng Urdu đã định cư tại Đông Pakistan, nay là Bangladesh, sau sự phân chia Ấn Độ năm 1947.
Việc nhận dạng này có thể bao gồm nhiều nhóm người. Đầu tiên trong số đó là "người Hồi giáo Bihar". Mặc dù phần lớn dân số này thuộc về bang Bihar ở Ấn Độ nhưng có rất nhiều tiểu bang khác ở Ấn Độ như U.P. (Các tỉnh liên kết, tiếng Anh: United Provinces), sau này là bang Uttar Pradesh. Một số khác thì đã định cư ở vùng Bangladesh bây giờ vào cuối thế kỷ 19. Khi Bangladesh được thành lập thì họ thành "những người Pakistan bị mắc kẹt". Trong các phương tiện truyền thông Urdu ở Pakistan và các nơi khác, thuật ngữ này đã được dịch là "Mehsooreen" hoặc "Bị bao vây". Một thuật ngữ phổ biến khác là "Non-Bengal", bao gồm không chỉ người nói tiếng Urdu mà còn cả người Punjab, Pathan và Baloch sống ở Bangladesh. Từ đó có thể sử dụng bất kỳ thuật ngữ nào ở trên để xác định nhóm này tùy thuộc vào bối cảnh và lịch sử.
Người Bihar trở thành không quốc tịch cho đến năm 2008 khi một phán quyết của Tòa án Tối cao Dhaka trao cho họ quyền công dân. Tuy nhiên phán quyết không bao gồm người tỵ nạn là người trưởng thành vào thời điểm Chiến tranh Giải phóng Bangladesh. Tháng 3 năm 2015, Bộ Ngoại giao Pakistan cho biết, hơn 170.000 người Bihar đã được hồi hương đến Pakistan và "những người Pakistan bị mắc kẹt còn lại" không phải là trách nhiệm của họ mà là trách nhiệm của Bangladesh.